# Zendülés
A zendülés katonai bűncselekmény, a szolgálati rend és fegyelem ellen irányuló olyan csoportos, nyílt ellenszegülés, amely a szolgálati feladatok teljesítését jelentősen zavarja. A köznyelvben gyakran a felkeléssel és a lázadással szinonim fogalomként kezelik. 

## Büntetőjogi fogalma

### A korábbi szabályozás
Az 1978. évi IV. törvény 352. §-a szerint „Aki a katonai szolgálati rend és fegyelem ellen irányuló olyan csoportos, nyílt ellenszegülésben vesz részt, amely a szolgálati feladatok teljesítését jelentősen zavarja, bűntettet követ el.”

### Hatályos szabályozás

#### Zendülés
A Büntető törvénykönyv 442. §-a szerint aki a szolgálati rend és fegyelem ellen irányuló olyan csoportos, nyílt ellenszegülésben vesz részt, amely a szolgálati feladatok teljesítését jelentősen zavarja, bűntett miatt egy évtől öt évig terjedő szabadságvesztéssel büntetendő.
Két évtől nyolc évig terjedő szabadságvesztéssel büntetendő a zendülés
- a) kezdeményezője, szervezője vagy vezetője,
- b) résztvevője, ha az elöljáró vagy a zendüléssel szemben fellépő ellen erőszakot alkalmaz.[3]

A büntetés öt évtől tizenöt évig terjedő szabadságvesztés, ha a zendülés különösen súlyos következménnyel jár.
A büntetés öt évtől húsz évig terjedő vagy életfogytig tartó szabadságvesztés, ha a zendülés halált okoz.
A büntetés
- a) az (1) bekezdésben meghatározott esetben 2 évtől 8 évig,
- b) a (2) bekezdésben meghatározott esetben öt évtől tizenöt évig

terjedő szabadságvesztés, ha a zendülést háború idején vagy megelőző védelmi helyzetben követik el.
Ha a zendülést harchelyzetben követik el, a büntetés öt évtől tizenöt évig terjedő szabadságvesztés.
Aki zendülésre irányuló előkészületet követ el, bűntett miatt három évig, háború idején, harchelyzetben vagy megelőző védelmi helyzetben egy évtől öt évig terjedő szabadságvesztéssel büntetendő.
Ha a zendülés nem járt halálos áldozatokkal, korlátlanul enyhíthető annak a büntetése, aki a zendülést, mielőtt az súlyosabb következménnyel jár, vagy miután felszólították, abbahagyja.

#### Zendülés megakadályozásának elmulasztása
Aki a tudomására jutott zendülést vagy annak előkészületét tőle telhetőleg nem akadályozza meg, illetve késedelem nélkül nem jelenti, vétség miatt két évig terjedő szabadságvesztéssel büntetendő. A büntetés egy évtől öt évig terjedő szabadságvesztés, ha a bűncselekményt háború idején, harchelyzetben vagy megelőző védelmi helyzetben követik el.